# ミュージック・ハイウェイ
ミュージック・ハイウェイは、かつてTBSラジオが全国JRN系列局に裏送りしていた番組。1977年4月から2003年3月まで放送。コスモ石油の提供で『マグナム・パワーアップハイウェイ』のタイトルで放送されたこともあった。

## 概要
鬼沢慶一をパーソナリティーに大橋恵里子、渡辺めぐみ、長谷川まさ子をアシスタントとする『ナウナウ歌謡曲』を改題した上の後継番組だった。
HBCラジオでは後期は『カーナビミュージック・ハイウェイ』、MBSラジオでは『ミュージックフリーウェイ』というタイトルで放送。MBSでは、『ナウナウ歌謡曲』に続いて、本編を自局で制作する企画ネット形式のコーナーとして『すみからすみまで角淳一です』など平日午後の生ワイド番組に内包させていた。また、RKBラジオでは、平日午後の生ワイド番組『歌謡曲ヒット情報』内で当番組のコマーシャルだけを流していた。
2003年3月をもって番組終了。26年の放送に幕を閉じた。後番組は『ドライバーズ・リクエスト』である。

### 番組内容
冒頭に曲をかけ、その後に芸能界の御意見番・鬼沢慶一がワイドショーで拾った話題をコンパクトに紹介した。鬼沢バージョンの末期では、その回で取り上げる話題の人物に因んだ曲をかけていた。
2001年5月から4カ月間は鬼沢が選挙活動に専念することになったため、山田美保子がピンチヒッターを務めた。
鬼沢は2001年9月に復帰するもわずか1カ月で路線変更。同年10月から萩原流行単独によるフリートーク形式となった。当時の萩原はメインのラジオ番組どころかフリートーク自体が未経験だったため、話題のネタが思いつかず、当初は1回の放送で全く違う話題に切り替えることもしばしばあった。路線変更後は、番組の最後に曲をかける形になっていた。